# Alfred Rieck
Alfred Rieck (* 5. August 1914 in Berlin; † 14. August 2000 in Schopfheim) war ein deutscher Ruderer, der 1936 eine olympische Bronzemedaille mit dem Achter gewann.
Alfred Rieck ruderte für die Rudergesellschaft Wiking Berlin. Bei der Deutschen Meisterschaft 1936 in Berlin siegte der Achter von Wiking Berlin vor zwei Achtern, die als vereinsübergreifende Rudergemeinschaften für die Olympischen Spiele gebildet worden waren. Damit qualifizierte sich der Achter von Wiking Berlin für die olympische Regatta, die wie die Deutsche Meisterschaft auf der Regattastrecke Berlin-Grünau ausgetragen wurde. Das Boot in der Besetzung Alfred Rieck, Helmut Radach, Hans Kuschke, Heinz Kaufmann, Gerd Völs, Werner Loeckle, Hans-Joachim Hannemann, Herbert Schmidt und Steuermann Wilhelm Mahlow belegte bei der olympischen Regatta im dritten Vorlauf den zweiten Platz hinter dem Boot aus der Schweiz, konnte sich aber als Sieger des ersten Zwischenlaufs für das Finale qualifizieren. Im Endlauf erreichten die ersten drei Boote innerhalb einer Sekunde das Ziel, es gewann das Boot aus den Vereinigten Staaten vor den Italienern und den Deutschen.
Alfred Rieck war nach dem Zweiten Weltkrieg als Jugendtrainer für Wiking Berlin aktiv.